# Cati (film)
Pour plus de détails, voir Fiche technique et Distribution.
Cati (Eltávozott nap) est un film hongrois réalisé par Márta Mészáros, sorti en 1968.

## Synopsis
Erzsi a 24 ans et a été élevée à l'assistance publique. Elle travaille dans une usine de textile à Budapest. Un jour, elle décide d'aller rencontrer sa mère qui vit à la campagne.

## Fiche technique
- Titre : Cati
- Titre original : Eltávozott nap
- Réalisation : Márta Mészáros
- Scénario : Márta Mészáros
- Musique : Levente Szörényi
- Photographie : Tamás Somló
- Montage : Zoltán Farkas
- Pays d'origine : Hongrie
- Format : Noir et blanc - Mono
- Genre : Drame
- Durée : 80 minutes
- Dates de sortie : 
  -  Hongrie : 16 mai 1968
  -  France : 30 avril 1969

## Distribution
- Kati Kovács : Erzsi Szőnyi / Cati
- Teri Horváth : Mme Zsámboki
- Ádám Szirtes : M. Zsámboki
- Zsuzsa Pálos : Mari
- András Kozák : Gábor
- Gábor Harsányi : Lajos Zsámboki